# Андреа Мурез
Андреа Мурез (29 січня 1992) — ізраїльська плавчиня.
Учасниця Олімпійських Ігор 2016 року.
Переможниця літньої Універсіади 2013 року.